# Selwyn Jepson
Selwyn Jepson (* 1899; † 1989 in Farther Commons, East Hampshire, England) war ein britischer Schriftsteller. 

## Leben
Jepson war ein Sohn des Schriftstellers Edgar Alfred Jepson und dessen Ehefrau Frieda Holmes. Sein Großvater mütterlicherseits war der Musiker Henry Holmes; seine Schwester Margaret, ebenfalls eine Schriftstellerin, war die Mutter von Fay Weldon. 
Seine Ausbildung erhielt Jepson an der St. Paul’s School in London und an der Sorbonne in Paris
Während des Ersten Weltkrieges diente er im Royal Tank Regiment und während des Zweiten Weltkriegs arbeitete er als Rekrutierungsoffizier bei der Special Operations Executive (SOE). 

## Werke
Prosa
- The angry millionaire. 1968.
- The assassin. 1956.
- The death gong. 1927.
- That fellow MacArthur. 1923.
- Golden-Eyes. 1922.
- Heads and tails. Short stories. 1933.
- I met murder. 1930.
- The King’s red-haired girl. 1923.
- Letter to a dead girl. 1971.
- Love and Helen. 1928.
- Love in peril. 1934.
- Man dead. 1951.
- Man running.
- A noise in the night. 1957.
- Puppets of fate. 1922.
- The qualified adventurer. 1922.
- Rabbit’s paw. 1932.
- Rivera love story. 1948.
- Rogues and diamonds. 1925.
- Snaggletooth. 1926.
- Tempering steel. 1949.
- The third possibility. 1965.
- Tiger dawn. 1929.
- The wise fool. 1934.

Drehbücher
- Leslie Arliss (Regie): Forever my heart. 1954.
- Alex Bryce (Regie): Wrath of jealousy. 1936.
- Lance Comfort (Regie): The last moment. 1954.
- Carmine Gallone (Regie): For love of you. 1933.
- Sonnie Hale (Regie): Sailing along. 1938.
- Michael Harkinson (Regie): The Scarab murder case. 1936 (nach dem gleichnamigen Roman von S. S. Van Dine).
- Sinclair Hill (Regie): Hyde Park Corner. 1935.
- Lawrence Huntington (Regie): The red dress. 1954.
- Selwyn Jepson (Regie): Toilers of the sea. 1936 (frei nach Victor Hugo).
- Albert Parker (Regie): The Riverside murder. 1935.
- Michael Powell (Regie): The love test. 1935.
- Frank Richardson (Regie): Money mad. 1934.

## Verfilmungen
- Alfred Hitchcock (Regie): Die rote Lola (Originaltitel: Stage fright). 1950 (nach dem Roman „Man running“)